# Списак народних хероја: А
Списак народних хероја чије презиме почиње на слово А, за остале народне хероје погледајте Списак народних хероја:
      одликовани постхумно
      одликовани за живота
| рб. | име и презиме               | датум и место рођења                           | датум и место смрти                  | год. | занимање пре рата              | начин смрти (само за погинуле)                                         | датум одликовања    | реф.                        | нап.  |
| --- | --------------------------- | ---------------------------------------------- | ------------------------------------ | ---- | ------------------------------ | ---------------------------------------------------------------------- | ------------------- | --------------------------- | ----- |
| 1.  | Стјепан Абрлић Стева        | 10. април 1913. Дрежник, Карловац              | 12. април 1943. Лисовић, Барајево    | 30   | каменорезачки радник           | погинуо у борби против Немаца и љотићеваца                             | 9. октобар 1953.    | [ 1 ] [ 2 ] [ 3 ]           |       |
| 2.  | Виктор Авбељ                | 26. фебруар 1914. Превоје, Домжале             | 3. април 1993. Љубљана               | 79   | правник                        | умро након рата                                                        | 20. децембар 1951.  | [ 4 ] [ 5 ] [ 6 ] [ 7 ]     |       |
| 3.  | Франц Авбељ                 | 27. октобар 1914. Трњава, Домжале              | 24. децембар 1991. Домжале           | 77   | зидарски радник                | умро након рата                                                        | 13. септембар 1952. | [ 8 ] [ 6 ]                 | [ а ] |
| 4.  | Зејнел Ајдини               | 1910. Тупале, Медвеђа                          | 7. март 1943. Газдаре, Медвеђа       | 32   | студент филозофије             | погинуо у борби против четника, Немаца и Бугара                        | 9. октобар 1953.    | [ 10 ] [ 11 ] [ 12 ]        |       |
| 5.  | Влада Аксентијевић          | 24. јун 1916. Обреновац                        | 27. март 1942. Обреновац             | 26   | студент технике                | обесили га Немци, заједно са Будом Давидовићем                         | 14. децембар 1949.  | [ 13 ] [ 14 ] [ 15 ] [ 12 ] |       |
| 6.  | Нисим Албахари              | 28. јануар 1916. Тешањ                         | 19. децембар 1991. Сарајево          | 75   | чиновник                       | умро након рата                                                        | 27. новембар 1953.  | [ 16 ] [ 15 ] [ 17 ]        |       |
| 7.  | Вељко Алексић               | 15. април 1913. Подврш, Никшић                 | 13. јун 1943. Тјентиште, Фоча        | 30   | шумарски радник                | погинуо у борби против Немаца, током битке на Сутјесци                 | 20. децембар 1951.  | [ 4 ] [ 18 ] [ 11 ] [ 19 ]  |       |
| 8.  | Јелисавета Андрејевић Анета | 8. јануар 1923. Београд                        | 9. јануар 1943. Ниш                  | 20   | ученица                        | стрељали је Немци на Бубњу                                             | 9. октобар 1953.    | [ 10 ] [ 20 ] [ 19 ]        |       |
| 9.  | Тадија Андрић               | 11. септембар 1919. Бело Поље, Горњи Милановац | 18. децембар 1941. Сјеница           | 22   | подофицир Југословенске војске | погинуо у борби против балиста                                         | 27. новембар 1953.  | [ 16 ] [ 21 ] [ 22 ]        |       |
| 10. | Нико Анђус                  | 15. децембар 1912. Тудоровићи, Будва           | 9. јул 1944. Мрчевац, Тиват          | 32   | земљорадник                    | погинуо у борби против четника                                         | 27. новембар 1953.  | [ 16 ] [ 21 ] [ 22 ]        |       |
| 11. | Вицко Антић                 | 2. октобар 1912. Селце, Цриквеница             | 19. март 1999. Београд               | 87   | браварски радник               | умро након рата                                                        | 27. новембар 1953.  | [ 16 ] [ 23 ] [ 24 ]        |       |
| 12. | Јосип Антоловић             | 5. март 1916. Славонски Брод                   | 28. јануар 1999. Загреб              | 83   | металски радник                | умро након рата                                                        | 20. децембар 1951.  | [ 4 ] [ 25 ] [ 2 ] [ 26 ]   |       |
| 13  | Милан Антончић Велебит      | 2. октобар 1918. Госпић                        | 24. октобар 1997. Београд            | 79   | подофицир Југословенске војске | умро након рата                                                        | 20. децембар 1951.  | [ 4 ] [ 25 ] [ 27 ] [ 28 ]  |       |
| 14  | Илија Антуновић             | 20. јун 1919. Дрвеник, Макарска                | 10. јануар 2005. Загреб              | 86   | земљорадник                    | умро након рата                                                        | 23. јул 1952.       | [ 29 ] [ 30 ] [ 28 ]        |       |
| 15  | Риста Антуновић             | 25. јун 1917. Голи Рид, Лебане                 | 6. јануар 1998. Београд              | 81   | студент права                  | умро након рата                                                        | 6. јул 1953.        | [ 31 ] [ 32 ] [ 33 ]        |       |
| 16. | Тадија Анушић               | 1896. Главице, Сињ                             | 26. јануар 1942. Сињ                 | 46   | земљорадник                    | стрељали га Италијани                                                  | 20. децембар 1951.  | [ 4 ] [ 18 ] [ 34 ] [ 33 ]  |       |
| 17. | Михаило Апостолски          | 8. новембар 1906. Ново Село, Штип              | 7. август 1987. Стари Дојран         | 81   | подофицир Југословенске војске | умро након рата                                                        | 9. октобар 1953.    | [ 1 ] [ 27 ] [ 35 ]         |       |
| 18. | Мирко Арсенијевић           | 9. октобар 1915. Присоја, Андријевица          | 9. јул 1944. околина Дебра           | 29   | студент шумарства              | погинуо у борби против Немаца и балиста                                | 9. октобар 1953.    | [ 1 ] [ 36 ] [ 37 ]         |       |
| 19. | Борко Арсенић               | 20. јул 1917. Јохова, Босанска Дубица          | 16. фебруар 1981. Београд            | 64   | земљорадник                    | умро након рата                                                        | 27. новембар 1953.  | [ 16 ] [ 38 ] [ 39 ]        |       |
| 20. | Љупчо Арсов                 | 19. мај 1910. Штип                             | 18. новембар 1986. Скопље            | 76   | банкарски чиновник             | умро након рата                                                        | 27. новембар 1953.  | [ 16 ] [ 38 ]               | [ б ] |
| 21. | Мухарем Асовић              | 25. март 1912. Никшић                          | 10. јануар 1943. Драговољићи, Никшић | 31   | ковачки радник                 | тешко рањен се убио да га не заробе четници                            | 10. јул 1953.       | [ 40 ] [ 41 ] [ 42 ]        |       |
| 22. | Киро Атанасовски            | 1923. Кавадарци                                | 7. април 1944. Кавадарци             | 21   | ковачки радник                 | погинуо у борби против бугарске полиције, заједно са Димчетом Мирчевим | 20. децембар 1951.  | [ 4 ] [ 18 ] [ 41 ] [ 9 ]   |       |
| 23. | Мирче Ацев                  | 26. септембар 1915. Ореовец, Прилеп            | 4. јануар 1943. Скопље               | 28   | студент права                  | убила га у затвору бугарска полиција, заједно са Страхилом Пинџуром    | 29. јул 1945.       | [ 43 ] [ 44 ] [ 3 ]         |       |
| 24. | Вера Ацева                  | 24. септембар 1919. Ореовец, Прилеп            | 10. новембар 2006. Скопље            | 87   | радница                        | умрла након рата                                                       | 27. новембар 1953.  | [ 16 ] [ 44 ] [ 45 ]        |       |
| 25. | Божидар Аџија               | 24. децембар 1890. Дрниш                       | 9. јул 1941. Загреб                  | 51   | правник и публициста           | стрељале га усташе у Максимиру                                         | 26. јул 1945.       | [ 46 ] [ 47 ] [ 45 ]        |       |

## Напомена
1. ↑  У књизи Народни хероји Југославије стоји податак да је одликован 25. децембра 1952.[9]
2. ↑  У књизи Народни хероји Југославије стоји податак да је одликован 29. новембра 1953.[37]